# Ophiuche bipartita
Ophiuche bipartita là một loài bướm đêm trong họ Erebidae.